# Kontering
Kontering är en aktivitet inom bokföring. Att kontera betyder att förse till exempel en faktura med värden för konto, kostnadsställe, kostnadsbärare, projektnummer och liknande som behövs för att bokföra fakturan på rätt sätt. Vilka av dessa begrepp (som ibland kallas dimensioner) som en organisation använder beror på organisationens storlek och behovet av detaljerad ekonomisk uppföljning.
Innan datorbaserad bokföring användes i regel en konteringsstämpel, en gummistämpel med kolumner för konto, kostnadsställe etc. Ett stämpelavtryck sattes på det som skulle konteras och någon skrev in värdena för hand. Konteringsstämplar förekommer fortfarande, men konteringen görs i allt större utsträckning direkt i bokföringsprogram.
För att bokföra en affärshändelse, dvs registrera verifikationerna, krävs att man avgör vilka konton som ska debiteras och krediteras. Kontering innebär att man bestämmer vilka konton en affärshändelse påverkar.
När man konterar används alltid minst två, i de flesta fall tre konton. Man har ett uttagskonto, det innebär normalt företagets bankkonto, där man "tar ut" pengarna. Sen läggs moms in på ett konto, och varan i sig på ytterligare ett konto.
Som exempel, om man betalar en elräkning. Man tar ut 1000 kr genom kredit konto 1040 (som är bankkontot), sen lägger man 200 kr på debet konto 1420 (som är momskonto), samt 800 kr på debet konto 5020 (som är kontot för el).
Om man har en momsfri rörelse blir det bara två konton som används. 1000 kr på kredit 1040, och 1000 kr på debet 5020, eftersom man i detta fall inte särredovisar moms.
Man kan alltså inte slutföra en kontering om inte kredit och debet går i balans.